# GX-1

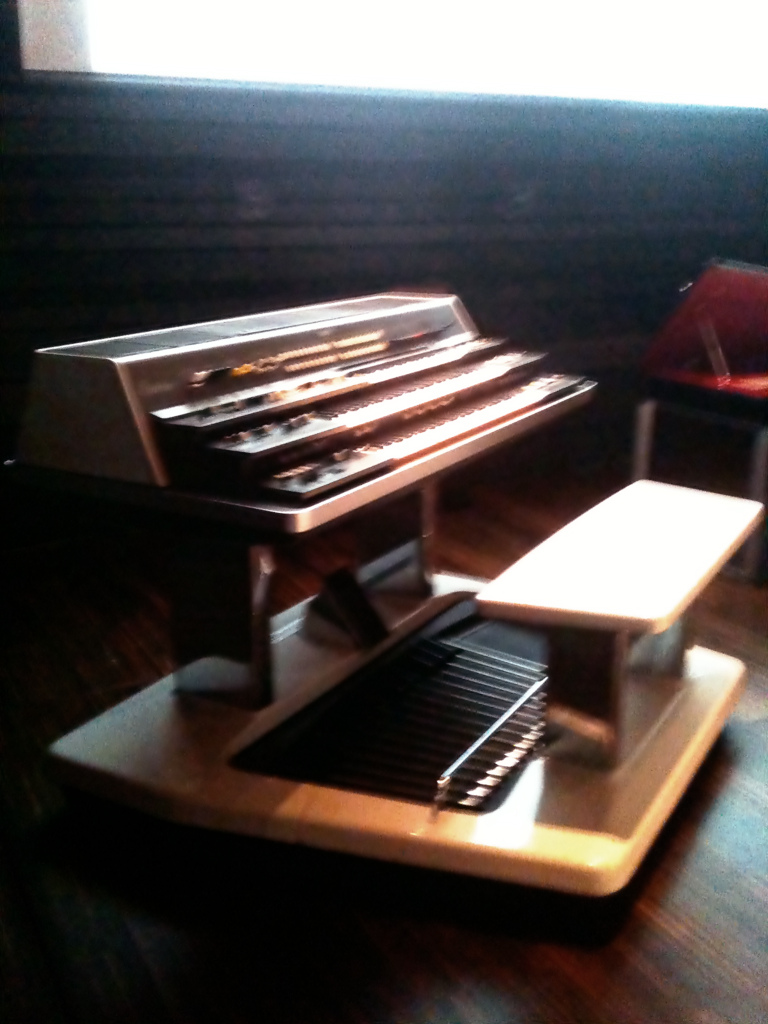
Yamaha GX-1

GX-1 is een single van Rick van der Linden. Het is afkomstig van zijn album GX1 (sic), waaraan ook Ton Scherpenzeel van Kayak meewerkte.
GX-1 is echter een solowerkje van Rick van der Linden, destijds verbonden aan Yamaha Corporation, die toen hun polyfone GX-1 op de markt had gebracht. Op de hoes dan ook een afbeelding van (een deel van) deze synthesizer. De muziek doet niet denken aan de muziek die Van der Linden maakte in Ekseption of Trace, meer aan gangbare elektronische muziek uit die tijd.
De single werd geen succes want het haalde alleen de tipparades van de Nederlandse top 40 en Nationale Hitparade.